# Gopo pentru cea mai bună actriță
Gopo pentru cea mai bună actriță este un premiiu acordat în cadrul galei Premiilor Gopo.
Câștigătoarele și nominalizatele acestei categorii sunt:

## Anii 2000
- 2007 — Dorotheea Petre - Ryna pentru rolul Ryna
  - Ioana Barbu - Legături bolnăvicioase pentru rolul Alex
  - Maria Popistașu - Legături bolnăvicioase pentru rolul Kiki

- 2008 — Anamaria Marinca - 4 luni, 3 săptămâni și 2 zile pentru rolul Otilia
  - Maria Dinulescu - California Dreamin' (Nesfârșit) pentru rolul Monica

- 2009 — Anamaria Marinca - Boogie pentru rolul Smaranda Ciocăzanu
  - Ioana Iacob - Cocoșul decapitat pentru rolul Alfa Sigrid Binder
  - Meda Victor - Nunta mută pentru rolul Mara

## Anii 2010
- 2010 — Hilda Péter - Katalin Varga pentru rolul Katalin Varga
  - Andreea Boșneag - Cea mai fericită fată din lume pentru rolul Delia Frățilă
  - Olimpia Melinte - Cele ce plutesc pentru rolul Magda
  - Maria Dinulescu - Pescuit sportiv pentru rolul Ana-Violeta
  - Monica Bârlădeanu - Francesca pentru rolul Francesca

- 2011 — Mirela Oprișor - Marți, după Crăciun pentru rolul Adriana Hanganu
  - Ada Condeescu - Eu când vreau să fluier, fluier pentru rolul Ana
  - Adriana Trandafir - Europolis pentru rolul Magdalena
  - Maria Popistașu - Marți, după Crăciun pentru rolul Raluca
  - Ozana Oancea - Felicia, înainte de toate pentru rolul Felicia

- 2012 — Ana Ularu - Periferic pentru rolul Matilda
  - Natașa Raab - Din dragoste cu cele mai bune intenții pentru rolul mama
  - Ada Condeescu - Loverboy pentru rolul Veli

2013 Nu s-a acordat
- 2014 — Luminița Gheorghiu - Poziția copilului pentru rolul Cornelia
  - Diana Avrămuț  – Când se lasă seara peste București sau Metabolism pentru rolul Alina
  - Ioana Flora  – Deja vu pentru rolul Tania
  - Ioana Anastasia Anton  – Domnișoara Christina pentru rolul Sanda
  - Ana Ularu  – O vară foarte instabilă pentru rolul Maria

- 2015 — Ofelia Popii  – Q.E.D. pentru rolul Elena Buciuman
  - Vera Farmiga  – Closer to the Moon pentru rolul Alice
  - Victora Cociaș  – O poveste de dragoste, Lindenfeld pentru rolul Helga
  - Olimpia Melinte  – Planșa pentru rolul Anda
  - Crina Semciuc  – #Selfie pentru rolul Yasmine

- 2016 — Ioana Flora  – Acasă la tata pentru rolul Paula
  - Ana Maria Guran  – Lumea e a mea pentru rolul Larisa
  - Rodica Lazăr  – Carmen pentru rolul Mariana
  - Hilda Peter  – Box pentru rolul Cristina
  - Elena Popa  – Autoportretul unei fete cuminți pentru rolul Cristiana

- 2017 — Dana Dogaru  – Sieranevada pentru rolul Nușa
  - Medeea Marinescu  – 03.Bypass pentru rolul Monica
  - Alina Grigore  – Ilegitim pentru rolul Sasha
  - Rodica Lazăr  – Orizont pentru rolul Andra
  - Maria Drăguș  – Bacalaureat pentru rolul Eliza

- 2018 — Diana Cavaliotti  – Ana, mon amour pentru rolul Ana
  - Voica Oltean  – Breaking News pentru rolul Simona
  - Ela Ionescu  – Dimineața care nu se va sfârși pentru rolul Eva
  - Cristina Flutur  – Hawaii pentru rolul Ioana
  - Ofelia Popii  – Portrete în pădure pentru rolul Vera

- 2019 — Cosmina Stratan  – Dragoste 1. Câine
  - Silvana Mihai  – Câteva conversații despre o fată foarte înaltă
  - Florentina Năstase  – Câteva conversații despre o fată foarte înaltă
  - Dorotheea Petre  – În pronunțare
  - Irina Velcescu  – Secretul fericirii

## Anii 2020
- 2020 — Judith State  – Monștri.
  - Belén Cuesta  – Parking
  - Catrinel Marlon  – La Gomera
  - Cătălina Mihai  – Heidi
  - Dana Rogoz  – Mo

- 2021 — Diana Cavallioti  – 5 Minute pentru rolul Liliana Calomfir
  - Irina Rădulescu  – rolul Ana din Urma
  - Ivana Mladenovic  – rolul Ivana din Ivana cea Groaznică

- 2022 — Katia Pascariu  – Babardeală cu bucluc sau porno balamuc pentru rolul Emi
  - Andreea Grămoșteanu  – rolul Dora din Complet Necunoscuți
  - Ioana Bugarin  – rolul Mia din Mia își ratează răzbunarea
  - Marina Palii  – rolul Olga din Malmkrog
  - Nicoleta Hâncu  – rolul Clara din Poate mai trăiesc și azi

- 2023 — Andreea Grămoșteanu  – rolul Alina Moga din ＃dogpoopgirl
  - Mălina Manovici  – rolul Ecaterina din Balaur
  - Ana Dumitrașcu  – rolul Daria din Imaculat
  - Mara Bugarin  – rolul Ana din Metronom
  - Ioana Bugarin  – rolul Cristina Tofan din Miracol

- 2024 — Ilinca Manolache  – rolul Angela Răducanu din Nu aștepta prea mult de la sfârșitul lumii
  - Diana Gheorghian  – rolul Carmen din Dark Ages
  - Adelaida Perjoiu  – rolul Consuelo din MMXX
  - Bianca Cuculici  – rolul Oana Pfeifer din MMXX
  - Cătălina Moga  – rolul Vera din Tigru

- 2025 — Nicoleta Hâncu  – rolul Florina Miu din Anul Nou care n-a fost
  - Olga Török  – rolul Clara din Clara
  - Rodica Lazăr  – rolul Ofelia/Producător executiv/Rodica din Ext. Mașină. Noapte
  - Olimpia Melinte  – rolul Vera Solomon din Moromeții 3
  - Nicoleta Lefter  – rolul Sura din Săptămâna Mare

## Victorii multiple
Următoarele persoane au câștigat premiul Gopo pentru cea mai bună actriță de mai multe ori :
| Premii câștigate | Actor            |
| ---------------- | ---------------- |
| 2                | Anamaria Marinca |
| 2                | Diana Cavallioti |